# Tornei di tennis maschili nel 1911
Prima della nascita della cosiddetta "Era Open" del tennis, ossia l'apertura ai tennisti professionisti degli eventi più importanti, tutti i tornei erano riservati ad atleti dilettanti. Nel 1911 quasi quasi tutti i tornei erano amatoriali, tra questi c'erano i tornei del Grande Slam:gli Australian Championships, il Campionato francese di tennis, il Torneo di Wimbledon, e gli U.S. National Championships.
A Wiesbaden venne giocata la prima edizione del German Pro Championships, uno dei primi tornei ufficiali della storia del tennis ad essere disputato da giocatori professionisti.

## Calendario

### Legenda
| Tornei amatoriali       |
| Tornei professionistici |

### Gennaio
| Settimana | Torneo                                                                              | Vincitore                                        | Finalista                          | Semifinalisti | Eliminati ai quarti |
| --------- | ----------------------------------------------------------------------------------- | ------------------------------------------------ | ---------------------------------- | ------------- | ------------------- |
| gennaio   | Seventh Regiment Championships 1911 New York, USA Parquet indoor Singolare - Doppio |                                                  |                                    |               |                     |
| gennaio   | Seventh Regiment Championships 1911 New York, USA Parquet indoor Singolare - Doppio | Calhoun Cragin Arthur Cragin 6-2 4-6 7-5 2-6 6-2 | Walter Merrill Hall William Cragin |               |                     |

### Febbraio
| Settimana   | Torneo                                                                            | Vincitore                                           | Finalista                  | Semifinalisti | Eliminati ai quarti |
| ----------- | --------------------------------------------------------------------------------- | --------------------------------------------------- | -------------------------- | ------------- | ------------------- |
| 18 febbraio | Italian Riviera Championships 1911 Sanremo, Italia Terra rossa Singolare - Doppio | Anthony Wilding 6–4, 2–6, 3–6, 6–4, 6–2             | Friedrich W. Rahe          |               |                     |
| 18 febbraio | Italian Riviera Championships 1911 Sanremo, Italia Terra rossa Singolare - Doppio |                                                     |                            |               |                     |
| 19 febbraio | US Indoors 1911 New York, USA Parquet indoor Singolare - Doppio                   | Theodore Roosevelt Pell 6–2 6–3 6–4                 | Walter B. Cragin           |               |                     |
| 19 febbraio | US Indoors 1911 New York, USA Parquet indoor Singolare - Doppio                   | Fred Alexander Theodore Roosevelt Pell 11-9 6-3 6-1 | Wylie Grant Calhoun Cragin |               |                     |

### Marzo
| Settimana | Torneo                                                                        | Vincitore                                 | Finalista                 | Semifinalisti | Eliminati ai quarti |
| --------- | ----------------------------------------------------------------------------- | ----------------------------------------- | ------------------------- | ------------- | ------------------- |
| marzo     | Côte d'Azur Championships 1911 Cannes, Francia Terra rossa Singolare - Doppio | Friedrich Wilhelm Rahe                    | non conosciuta (bandiera) |               |                     |
| marzo     | Côte d'Azur Championships 1911 Cannes, Francia Terra rossa Singolare - Doppio |                                           |                           |               |                     |
| 5 marzo   | Monte Carlo Cup 1911 Monte Carlo, Monte Carlo Singolare - Doppio              | Anthony Wilding 5-7 1-6 6-3 6-0 6-1       | Max Décugis               |               |                     |
| 5 marzo   | Monte Carlo Cup 1911 Monte Carlo, Monte Carlo Singolare - Doppio              |                                           |                           |               |                     |
| 12 marzo  | Riviera Championships 1911 Mentone, Francia Singolare - Doppio                | Anthony Wilding 6–2, 6–3, 3–6, 5–7, 6–3   | Max Décugis               |               |                     |
| 12 marzo  | Riviera Championships 1911 Mentone, Francia Singolare - Doppio                |                                           |                           |               |                     |
| 18 marzo  | South Australian Championships 1911 Adelaide, Australia Singolare - Doppio    | Harry Alabaster Parker 5-7, 6-2, 6-1, 6-2 | Roy Taylor                |               |                     |
| 18 marzo  | South Australian Championships 1911 Adelaide, Australia Singolare - Doppio    |                                           |                           |               |                     |
| 22 marzo  | South of France Championships 1911 Nizza, Francia Singolare - Doppio          | Anthony Wilding 9–7, 6–0, 6–3             | Max Décugis               |               |                     |
| 22 marzo  | South of France Championships 1911 Nizza, Francia Singolare - Doppio          | Anthony Wilding Josiah Ritchie            |                           |               |                     |
| 28 marzo  | Cannes Championships 1911 Cannes, Francia Singolare - Doppio                  | Anthony Wilding 6–1, 6–4, 6–2             | Friedrich W. Rahe         |               |                     |
| 28 marzo  | Cannes Championships 1911 Cannes, Francia Singolare - Doppio                  |                                           |                           |               |                     |

### Aprile
| Settimana | Torneo                                                                                  | Vincitore                              | Finalista                 | Semifinalisti                                       | Eliminati ai quarti                                                                          |
| --------- | --------------------------------------------------------------------------------------- | -------------------------------------- | ------------------------- | --------------------------------------------------- | -------------------------------------------------------------------------------------------- |
| aprile    | Montreux Palace Spring Meeting 1911 Montreux, Svizzera Terra rossa Singolare - Doppio   | Heinrich Kleinschroth                  | non conosciuta (bandiera) |                                                     |                                                                                              |
| aprile    | Montreux Palace Spring Meeting 1911 Montreux, Svizzera Terra rossa Singolare - Doppio   |                                        |                           |                                                     |                                                                                              |
| aprile    | Montreux Palace Autumn Meeting 2 1911 Montreux, Svizzera Terra rossa Singolare - Doppio | Max Décugis                            | non conosciuta (bandiera) |                                                     |                                                                                              |
| aprile    | Montreux Palace Autumn Meeting 2 1911 Montreux, Svizzera Terra rossa Singolare - Doppio |                                        |                           |                                                     |                                                                                              |
| aprile    | Dulwich Farm Championships 1911 Dulwich, Gran Bretagna Terra rossa Singolare - Doppio   | Josiah Ritchie 6-0 4-6 6-2 6-0         | Kenneth Powell            |                                                     |                                                                                              |
| aprile    | Dulwich Farm Championships 1911 Dulwich, Gran Bretagna Terra rossa Singolare - Doppio   |                                        |                           |                                                     |                                                                                              |
| 2 aprile  | Spanish International Championships 1911 Barcellona, Spagna Singolare - Doppio          | Luis De Uhagón Barrios 6-4 8-6 6-4     | Arturo Leask              | José Maria Sagnier Sanjuanena Alfredo Faulconbridge |                                                                                              |
| 2 aprile  | Spanish International Championships 1911 Barcellona, Spagna Singolare - Doppio          |                                        |                           |                                                     |                                                                                              |
| 2 aprile  | Spanish National Championships 1911 Barcellona, Spagna Singolare - Doppio               | Luis De Uhagón Barrios 6-3 6-4 6-3     | Ernest F.C. Witty         | Alvaro Aguilar Gómez-Acebo Arturo Leask             | Carlos P. Ducasse Alfredo Faulconbridge José Maria Sagnier Sanjuanena Ramón Puigmartí Planas |
| 2 aprile  | Spanish National Championships 1911 Barcellona, Spagna Singolare - Doppio               |                                        |                           |                                                     |                                                                                              |
| 11 aprile | Lyon Covered Court Championships 1911 Lione, Francia Singolare - Doppio                 | Anthony Wilding 6-0 6-1 6-0            | Félix Poulin              |                                                     |                                                                                              |
| 11 aprile | Lyon Covered Court Championships 1911 Lione, Francia Singolare - Doppio                 |                                        |                           |                                                     |                                                                                              |
| 17 aprile | French Covered Court Championships 1911 Parigi, Francia Singolare - Doppio              | William Laurentz 4-6 4-6 6-1 13-11 8-6 | Anthony Wilding           |                                                     |                                                                                              |
| 17 aprile | French Covered Court Championships 1911 Parigi, Francia Singolare - Doppio              |                                        |                           |                                                     |                                                                                              |
| 30 aprile | British Covered Court Championships 1911 Londra, Gran Bretagna Singolare - Doppio       | André Gobert 6-2 6-3 7-5               | Josiah Ritchie            | Anthony Wilding                                     |                                                                                              |
| 30 aprile | British Covered Court Championships 1911 Londra, Gran Bretagna Singolare - Doppio       |                                        |                           | Anthony Wilding                                     |                                                                                              |

### Maggio
| Settimana | Torneo                                                                                   | Vincitore                                  | Finalista                     | Semifinalisti | Eliminati ai quarti |
| --------- | ---------------------------------------------------------------------------------------- | ------------------------------------------ | ----------------------------- | ------------- | ------------------- |
| maggio    | Torneo di Lilla 1911 Lilla, Francia Terra rossa Singolare - Doppio                       | A. Georges Watson                          | non conosciuta (bandiera)     |               |                     |
| maggio    | Torneo di Lilla 1911 Lilla, Francia Terra rossa Singolare - Doppio                       |                                            |                               |               |                     |
| maggio    | Geneva International Championships 1911 Ginevra, Svizzera Terra rossa Singolare - Doppio | Richard Norris Williams                    | non conosciuta (bandiera)     |               |                     |
| maggio    | Geneva International Championships 1911 Ginevra, Svizzera Terra rossa Singolare - Doppio |                                            |                               |               |                     |
| 8 maggio  | New South Wales Championships 1911 Sydney, Australia Singolare - Doppio                  | Ashley Campbell 8-6 6-3 6-1                | Horace Rice                   |               |                     |
| 8 maggio  | New South Wales Championships 1911 Sydney, Australia Singolare - Doppio                  |                                            |                               |               |                     |
| 13 maggio | Torneo di Edmonton 1911 Edmonton, Gran Bretagna Singolare - Doppio                       | Curt Bergmann 6-2 2-6 6-1 6-1              | A.L. Bentley                  |               |                     |
| 13 maggio | Torneo di Edmonton 1911 Edmonton, Gran Bretagna Singolare - Doppio                       |                                            |                               |               |                     |
| 14 maggio | Swedish Covered Court Championships 1911 Stoccolma, Svezia Singolare - Doppio            | Alfred Dunlop 6-1 6-4 6-3                  | Frans Moller                  |               |                     |
| 14 maggio | Swedish Covered Court Championships 1911 Stoccolma, Svezia Singolare - Doppio            |                                            |                               |               |                     |
| 19 maggio | Wiesbaden Cup 1911 Wiesbaden, Germania Singolare - Doppio                                | Friedrich Wilhelm Rahe 7-5 6-3 4-6 5-7 6-4 | Heinrich Kleinschroth         |               |                     |
| 19 maggio | Wiesbaden Cup 1911 Wiesbaden, Germania Singolare - Doppio                                |                                            |                               |               |                     |
| 25 maggio | Campionato francese di tennis 1911 Parigi, Francia Singolare - Doppio                    | André Gobert 6–1, 8–6, 7–5                 | Maurice Germot                |               |                     |
| 25 maggio | Campionato francese di tennis 1911 Parigi, Francia Singolare - Doppio                    | Max Décugis Maurice Germot 6-3, 6-4, 7-5   | André Gobert William Laurentz |               |                     |
| 27 maggio | Surrey Championships 1911 Surbiton, Gran Bretagna Singolare - Doppio                     | Charles Dixon 7-5 3-6 6-0 6-1              | Anthony Wilding               |               |                     |
| 27 maggio | Surrey Championships 1911 Surbiton, Gran Bretagna Singolare - Doppio                     |                                            |                               |               |                     |

### Giugno
| Settimana | Torneo                                                                            | Vincitore                                                | Finalista                 | Semifinalisti | Eliminati ai quarti |
| --------- | --------------------------------------------------------------------------------- | -------------------------------------------------------- | ------------------------- | ------------- | ------------------- |
| giugno    | Berlin Championships 1911 Berlino, Germania Terra rossa Singolare - Doppio        | Friedrich Wilhelm Rahe                                   | non conosciuta (bandiera) |               |                     |
| giugno    | Berlin Championships 1911 Berlino, Germania Terra rossa Singolare - Doppio        |                                                          |                           |               |                     |
| giugno    | Torneo di Bruxelles 1911 Bruxelles, Belgio Terra rossa Singolare - Doppio         | André Gobert                                             | non conosciuta (bandiera) |               |                     |
| giugno    | Torneo di Bruxelles 1911 Bruxelles, Belgio Terra rossa Singolare - Doppio         |                                                          |                           |               |                     |
| giugno    | Torneo di Lowestoft 1911 Lowestoft, Gran Bretagna Erba Singolare - Doppio         | Edward R. Allen                                          | non conosciuta (bandiera) |               |                     |
| giugno    | Torneo di Lowestoft 1911 Lowestoft, Gran Bretagna Erba Singolare - Doppio         |                                                          |                           |               |                     |
| giugno    | Durham Championships 1911 Sunderland, Gran Bretagna Erba Singolare - Doppio       | William L. Clements                                      | non conosciuta (bandiera) |               |                     |
| giugno    | Durham Championships 1911 Sunderland, Gran Bretagna Erba Singolare - Doppio       |                                                          |                           |               |                     |
| giugno    | Worcestershire Championships 1911 Malvern, Gran Bretagna Erba Singolare - Doppio  | Erik Larsen                                              | non conosciuta (bandiera) |               |                     |
| giugno    | Worcestershire Championships 1911 Malvern, Gran Bretagna Erba Singolare - Doppio  |                                                          |                           |               |                     |
| 3 giugno  | Middlesex Championships 1911 Chiswick Park, Gran Bretagna Singolare - Doppio      | Josiah Ritchie 6-0 2-6 8-6 6-8 8-6                       | Stanley Norwood Doust     |               |                     |
| 3 giugno  | Middlesex Championships 1911 Chiswick Park, Gran Bretagna Singolare - Doppio      |                                                          |                           |               |                     |
| 10 giugno | Northern Championships 1911 Manchester, Gran Bretagna Singolare - Doppio          | James Cecil Parke 7-5 5-7 6-1 6-0                        | Stanley Norwood Doust     |               |                     |
| 10 giugno | Northern Championships 1911 Manchester, Gran Bretagna Singolare - Doppio          |                                                          |                           |               |                     |
| 10 giugno | East Surrey Championships 1911 East Croydon, Gran Bretagna Singolare - Doppio     | Charles Dixon 6-3 6-3 ritiro                             | Reginald Speke Barnes     |               |                     |
| 10 giugno | East Surrey Championships 1911 East Croydon, Gran Bretagna Singolare - Doppio     |                                                          |                           |               |                     |
| 17 giugno | Kent Championships 1911 Beckenham, Gran Bretagna Singolare - Doppio               | Anthony Wilding 6-0 6-0 6-3                              | Josiah Ritchie            |               |                     |
| 17 giugno | Kent Championships 1911 Beckenham, Gran Bretagna Singolare - Doppio               |                                                          |                           |               |                     |
| 24 giugno | Queen's Club Championships 1911 Londra, Gran Bretagna Singolare - Doppio          | Anthony Wilding 7-5 6-2 6-3                              | Alfred Beamish            |               |                     |
| 24 giugno | Queen's Club Championships 1911 Londra, Gran Bretagna Singolare - Doppio          |                                                          |                           |               |                     |
| 24 giugno | Metropolitan Grass Court Championships 1911 New York, USA Erba Singolare - Doppio | Frederick C. Inman 6-0 6-3 5-7 6-2                       | George Shafer             |               |                     |
| 24 giugno | Metropolitan Grass Court Championships 1911 New York, USA Erba Singolare - Doppio | Frederick C. Inman Gustave Touchard 6-3 2-6 7-5 7-5      | Karl Behr Raymond Little  |               |                     |
| 26 giugno | New England Championships 1911 Hartford, USA Singolare - Doppio                   | Ruben Andrus Holden 8-10 6-4 6-8 6-4 6-2                 | Theodore Roosevelt Pell   |               |                     |
| 26 giugno | New England Championships 1911 Hartford, USA Singolare - Doppio                   | Fred H. Harris Nelson 6-8 6-1 1-6 8-6 7-5                | Grant MacKinney           |               |                     |
| 26 giugno | Pacific Coast Championships 1911 Santa Cruz, USA Cemento Singolare - Doppio       | Maurice McLoughlin 6-4, 6-3, 6-2                         | Melville Hammond Long     |               |                     |
| 26 giugno | Pacific Coast Championships 1911 Santa Cruz, USA Cemento Singolare - Doppio       | Melville Hammond Long Charles Foley 6-2 8-10 4-6 6-1 6-1 | Mace Dawson               |               |                     |

### Luglio
| Settimana | Torneo                                                                                                | Vincitore                                        | Finalista                             | Semifinalisti | Eliminati ai quarti |
| --------- | --- | ------------------------------------------------ | ------------------------------------- | ------------- | ------------------- |
| luglio    | Torneo di East Grinstead 1911 East Grinstead, Gran Bretagna Erba Singolare - Doppio                   | Josiah Ritchie                                   | non conosciuta (bandiera)             |               |                     |
| luglio    | Torneo di East Grinstead 1911 East Grinstead, Gran Bretagna Erba Singolare - Doppio                   |                                                  |                                       |               |                     |
| luglio    | Torneo di Epsom 1911 Epsom, Gran Bretagna Erba Singolare - Doppio                                     | Josiah Ritchie 6-2 6-0 6-1                       | George Alan Thomas                    |               |                     |
| luglio    | Torneo di Epsom 1911 Epsom, Gran Bretagna Erba Singolare - Doppio                                     |                                                  |                                       |               |                     |
| luglio    | Warwickshire Championships 1911 Leamington, Gran Bretagna Erba Singolare - Doppio                     | Theodore Michel Mavrogordato 6-3 6-8 8-6         | Kenneth Powell                        |               |                     |
| luglio    | Warwickshire Championships 1911 Leamington, Gran Bretagna Erba Singolare - Doppio                     |                                                  |                                       |               |                     |
| luglio    | Mid-Kent Championships 1911 Maidstone, Gran Bretagna Erba Singolare - Doppio                          | Necille Willford                                 | non conosciuta (bandiera)             |               |                     |
| luglio    | Mid-Kent Championships 1911 Maidstone, Gran Bretagna Erba Singolare - Doppio                          |                                                  |                                       |               |                     |
| luglio    | Torneo di Norwood 1911 Norwood New Town, Gran Bretagna Erba Singolare - Doppio                        | Josiah Ritchie 6-4 6-4                           | George Alan Thomas                    |               |                     |
| luglio    | Torneo di Norwood 1911 Norwood New Town, Gran Bretagna Erba Singolare - Doppio                        |                                                  |                                       |               |                     |
| luglio    | Torneo di Redhill 1911 Redhill, Gran Bretagna Erba Singolare - Doppio                                 | George Alan Thomas 2-6 6-2 6-3                   | Kenneth Powell                        |               |                     |
| luglio    | Torneo di Redhill 1911 Redhill, Gran Bretagna Erba Singolare - Doppio                                 |                                                  |                                       |               |                     |
| luglio    | Torneo di Sheffield & Hallamshire 1911 Sheffield e Hallamshire, Gran Bretagna Erba Singolare - Doppio | Edward R. Allen                                  | non conosciuta (bandiera)             |               |                     |
| luglio    | Torneo di Sheffield & Hallamshire 1911 Sheffield e Hallamshire, Gran Bretagna Erba Singolare - Doppio |                                                  |                                       |               |                     |
| luglio    | Torneo di Warwick 1911 Warwick, Gran Bretagna Erba Singolare - Doppio                                 | Erik Larsen                                      | non conosciuta (bandiera)             |               |                     |
| luglio    | Torneo di Warwick 1911 Warwick, Gran Bretagna Erba Singolare - Doppio                                 |                                                  |                                       |               |                     |
| luglio    | Torneo di Watford 1911 Watford, Gran Bretagna Erba Singolare - Doppio                                 | T.D. Stoward                                     | non conosciuta (bandiera)             |               |                     |
| luglio    | Torneo di Watford 1911 Watford, Gran Bretagna Erba Singolare - Doppio                                 |                                                  |                                       |               |                     |
| luglio    | Torneo di Norwich 1911 Norwich, Gran Bretagna Singolare - Doppio                                      | Edward R. Allen                                  | non conosciuta (bandiera)             |               |                     |
| luglio    | Torneo di Norwich 1911 Norwich, Gran Bretagna Singolare - Doppio                                      |                                                  |                                       |               |                     |
| luglio    | Berkshire Championships 1911 Reading, Gran Bretagna Erba Singolare - Doppio                           | Josiah Ritchie                                   | non conosciuta (bandiera)             |               |                     |
| luglio    | Berkshire Championships 1911 Reading, Gran Bretagna Erba Singolare - Doppio                           |                                                  |                                       |               |                     |
| luglio    | Leicestershire Championships 1911 Leicester, Gran Bretagna Erba Singolare - Doppio                    | Arthur Gore 6-4 6-1                              | Rodney Heath                          |               |                     |
| luglio    | Leicestershire Championships 1911 Leicester, Gran Bretagna Erba Singolare - Doppio                    |                                                  |                                       |               |                     |
| luglio    | Midland Counties Championships 1911 Edgbaston, Gran Bretagna Erba Singolare - Doppio                  | Arthur Holden Lowe 2-6 6-3 6-2                   | James Cecil Parke                     |               |                     |
| luglio    | Midland Counties Championships 1911 Edgbaston, Gran Bretagna Erba Singolare - Doppio                  |                                                  |                                       |               |                     |
| luglio    | North London Championships 1911 Londra, Gran Bretagna Erba Singolare - Doppio                         | A.H. Green                                       | non conosciuta (bandiera)             |               |                     |
| luglio    | North London Championships 1911 Londra, Gran Bretagna Erba Singolare - Doppio                         |                                                  |                                       |               |                     |
| luglio    | Middle States Championships 1911 Mountain Station, USA Erba Singolare - Doppio                        | Walter M. Hall 6-8 5-4 ritiro                    | Nat Niles                             |               |                     |
| luglio    | Middle States Championships 1911 Mountain Station, USA Erba Singolare - Doppio                        | Harnold Hackett Fredrick Alexander 6-3 6-3 6-3   | Henry Torrance Otto Hinck             |               |                     |
| luglio    | Shropshire Championships 1911 Shrewsbury, Gran Bretagna Erba Singolare - Doppio                       | Theodore Michel Mavrogordato                     | non conosciuta (bandiera)             |               |                     |
| luglio    | Shropshire Championships 1911 Shrewsbury, Gran Bretagna Erba Singolare - Doppio                       |                                                  |                                       |               |                     |
| luglio    | Canadian Championships 1911 Ottawa, Canada Erba Singolare - Doppio                                    | Bernard P. Schwengers                            | non conosciuta (bandiera)             |               |                     |
| luglio    | Canadian Championships 1911 Ottawa, Canada Erba Singolare - Doppio                                    | Robert Baird Thomas Y. Sherwell                  |                                       |               |                     |
| 8 luglio  | Torneo di Wimbledon 1911 Londra, Gran Bretagna Singolare - Doppio                                     | Anthony Wilding 6-4 4-6 2-6 6-2 ritiro           | Herbert Roper Barrett                 |               |                     |
| 8 luglio  | Torneo di Wimbledon 1911 Londra, Gran Bretagna Singolare - Doppio                                     | André Gobert Max Décugis 9-7, 5-7, 6-3, 2-6, 6-2 | Josiah George Ritchie Anthony Wilding |               |                     |
| 9 luglio  | Southern Championships 1911 Atlanta, USA Terra rossa Singolare - Doppio                               | Conrad Bartling Doyle 6-4 6-2 6-2                | Carleton Smith                        |               |                     |
| 9 luglio  | Southern Championships 1911 Atlanta, USA Terra rossa Singolare - Doppio                               | C. B. Doyle H. E. Doyle 6-1 6-3 6-2              | B.M. Grant E.V. Carter                |               |                     |
| 15 luglio | Welsh Championships 1911 Newport, Gran Bretagna Singolare - Doppio                                    | Charles Dixon 6-4 6-2 7-5                        | Alfred Dunlop                         |               |                     |
| 15 luglio | Welsh Championships 1911 Newport, Gran Bretagna Singolare - Doppio                                    |                                                  |                                       |               |                     |
| 22 luglio | Nottinghamshire Championships 1911 Nottingham, Gran Bretagna Singolare - Doppio                       | Rodney Heath 6-3 4-6 6-4                         | Charles Dixon                         |               |                     |
| 22 luglio | Nottinghamshire Championships 1911 Nottingham, Gran Bretagna Singolare - Doppio                       |                                                  |                                       |               |                     |
| 22 luglio | Northwestern Championships 1911 Deephaven, USA Singolare - Doppio                                     | Louis Harry Waidner 6-2 7-5 3-6 6-3              | John Adams                            |               |                     |
| 22 luglio | Northwestern Championships 1911 Deephaven, USA Singolare - Doppio                                     | John Adams Joseph J. Armstrong 6-0 3-6 6-2 9-7   | Burton Northrop                       |               |                     |
| 26 luglio | Longwood Bowl 1911 Boston, USA Erba Singolare - Doppio                                                | Edwin P. Larned 6-3 5-7 6-3 6-4                  | Gustave Touchard                      |               |                     |
| 26 luglio | Longwood Bowl 1911 Boston, USA Erba Singolare - Doppio                                                | Raymond Little Gustave Touchard 6-4 6-4 7-5      | Beals Wright Nat Niles                |               |                     |
| 28 luglio | Torneo di Dieppe 1911 Dieppe, Francia Singolare - Doppio                                              | André Gobert                                     | non conosciuta (bandiera)             |               |                     |
| 28 luglio | Torneo di Dieppe 1911 Dieppe, Francia Singolare - Doppio                                              |                                                  |                                       |               |                     |
| 31 luglio | Western Championships 1911 Lake Forest, USA Erba Singolare - Doppio                                   | Maurice McLoughlin 4-6 6-1 6-3 6-3               | Thomas Bundy                          |               |                     |
| 31 luglio | Western Championships 1911 Lake Forest, USA Erba Singolare - Doppio                                   | Bull Martin 7-9 2-6 6-3 7-5 9-7                  | Dean Mathey George Church             |               |                     |

### Agosto
| Settimana | Torneo                                                                                 | Vincitore                                           | Finalista                          | Semifinalisti | Eliminati ai quarti |
| --------- | -------------------------------------------------------------------------------------- | --------------------------------------------------- | ---------------------------------- | ------------- | ------------------- |
| agosto    | East of England Championships 1911 Felixstowe, Gran Bretagna Erba Singolare - Doppio   | George Hillyard                                     | non conosciuta (bandiera)          |               |                     |
| agosto    | East of England Championships 1911 Felixstowe, Gran Bretagna Erba Singolare - Doppio   |                                                     |                                    |               |                     |
| agosto    | Cinque Ports Championships 1911 Folkestone, Gran Bretagna Erba Singolare - Doppio      | Reginald Speke Barnes 6-0 6-1                       | C Moore                            |               |                     |
| agosto    | Cinque Ports Championships 1911 Folkestone, Gran Bretagna Erba Singolare - Doppio      |                                                     |                                    |               |                     |
| agosto    | Norfolk Championships 1911 Cromer, Gran Bretagna Erba Singolare - Doppio               | F. Good                                             | non conosciuta (bandiera)          |               |                     |
| agosto    | Norfolk Championships 1911 Cromer, Gran Bretagna Erba Singolare - Doppio               |                                                     |                                    |               |                     |
| agosto    | Torneo di Ilkley 1911 Ilkley, Gran Bretagna Erba Singolare - Doppio                    | Mark D. Hick                                        | non conosciuta (bandiera)          |               |                     |
| agosto    | Torneo di Ilkley 1911 Ilkley, Gran Bretagna Erba Singolare - Doppio                    |                                                     |                                    |               |                     |
| agosto    | Torneo di Shanklin 1911 Shanklin, Gran Bretagna Singolare - Doppio                     | George Caridia                                      | non conosciuta (bandiera)          |               |                     |
| agosto    | Torneo di Shanklin 1911 Shanklin, Gran Bretagna Singolare - Doppio                     |                                                     |                                    |               |                     |
| agosto    | Torneo di Tunbridge Wells 1911 Tunbridge Wells, Gran Bretagna Erba Singolare - Doppio  | Arthur Holden Lowe 6-1 6-2 6-4                      | George Alan Thomas                 |               |                     |
| agosto    | Torneo di Tunbridge Wells 1911 Tunbridge Wells, Gran Bretagna Erba Singolare - Doppio  |                                                     |                                    |               |                     |
| agosto    | Torneo di Worthing 1911 Worthing, Gran Bretagna Erba Singolare - Doppio                | Charles Dixon                                       | non conosciuta (bandiera)          |               |                     |
| agosto    | Torneo di Worthing 1911 Worthing, Gran Bretagna Erba Singolare - Doppio                |                                                     |                                    |               |                     |
| agosto    | Torneo di Ostenda 1911 Ostenda, Belgio Terra rossa Singolare - Doppio                  | Paul de Borman                                      | non conosciuta (bandiera)          |               |                     |
| agosto    | Torneo di Ostenda 1911 Ostenda, Belgio Terra rossa Singolare - Doppio                  |                                                     |                                    |               |                     |
| agosto    | Engadine Championships 1911 Sankt Moritz, Svizzera Terra rossa Singolare - Doppio      | Heinrich Kleinschroth                               | non conosciuta (bandiera)          |               |                     |
| agosto    | Engadine Championships 1911 Sankt Moritz, Svizzera Terra rossa Singolare - Doppio      |                                                     |                                    |               |                     |
| agosto    | Hampshire Championships 1911 Bournemouth, Gran Bretagna Erba Singolare - Doppio        | George Alan Thomas 6-3 2-6 7-5                      | Algernon Kingscote                 |               |                     |
| agosto    | Hampshire Championships 1911 Bournemouth, Gran Bretagna Erba Singolare - Doppio        |                                                     |                                    |               |                     |
| agosto    | Homburg Cup 1911 Bad Homburg vor der Höhe, Germania Terra rossa Singolare - Doppio     | Otto Froitzheim 6-2 6-2 7-5                         | Friedrich Wilhelm Rahe             |               |                     |
| agosto    | Homburg Cup 1911 Bad Homburg vor der Höhe, Germania Terra rossa Singolare - Doppio     |                                                     |                                    |               |                     |
| agosto    | Isle of Wight Ventnor Championships 1911 Ventnor, Gran Bretagna Singolare - Doppio     | George Alan Thomas                                  | non conosciuta (bandiera)          |               |                     |
| agosto    | Isle of Wight Ventnor Championships 1911 Ventnor, Gran Bretagna Singolare - Doppio     |                                                     |                                    |               |                     |
| agosto    | Lincolnshire Championships 1911 Spilsby, Gran Bretagna Erba Singolare - Doppio         | Erik Larsen                                         | non conosciuta (bandiera)          |               |                     |
| agosto    | Lincolnshire Championships 1911 Spilsby, Gran Bretagna Erba Singolare - Doppio         |                                                     |                                    |               |                     |
| agosto    | North of England Championships 1911 Scarborough, Gran Bretagna Erba Singolare - Doppio | James Cecil Parke 6-4 10-8 6-1                      | Alfred Dunlop                      |               |                     |
| agosto    | North of England Championships 1911 Scarborough, Gran Bretagna Erba Singolare - Doppio |                                                     |                                    |               |                     |
| agosto    | Suffolk Championships 1911 Saxmundham, Gran Bretagna Erba Singolare - Doppio           | Herbert Roper Barrett                               | non conosciuta (bandiera)          |               |                     |
| agosto    | Suffolk Championships 1911 Saxmundham, Gran Bretagna Erba Singolare - Doppio           |                                                     |                                    |               |                     |
| agosto    | German Championships 1911 Amburgo, Germania Terra rossa Singolare - Doppio             | Otto Froitzheim 6-3 6-2 6-1                         | Felix Pipes                        |               |                     |
| agosto    | German Championships 1911 Amburgo, Germania Terra rossa Singolare - Doppio             |                                                     |                                    |               |                     |
| 5 agosto  | Northumberland Championships 1911 Newcastle, Gran Bretagna Singolare - Doppio          | Josiah Ritchie 2-6 6-3 6-2 6-4                      | Alfred Dunlop                      |               |                     |
| 5 agosto  | Northumberland Championships 1911 Newcastle, Gran Bretagna Singolare - Doppio          |                                                     |                                    |               |                     |
| 5 agosto  | Irish Championships 1911 Dublino, Irlanda Singolare - Doppio                           | James Cecil Parke 6-3 6-1 6-1                       | Charles Scroope                    |               |                     |
| 5 agosto  | Irish Championships 1911 Dublino, Irlanda Singolare - Doppio                           |                                                     |                                    |               |                     |
| 5 agosto  | Southern California Championships 1911 Long Beach, USA Cemento Singolare - Doppio      | H. Ward Dawson 6-0 6-1 2-6 6-2                      | W. Mace                            |               |                     |
| 5 agosto  | Southern California Championships 1911 Long Beach, USA Cemento Singolare - Doppio      | Browne Duncan 6-1 4-6 6-2                           | H. Ward Dawson Sinsabaugh          |               |                     |
| 11 agosto | U.S. Men's Clay Court Championships 1911 Omaha, USA Terra rossa Singolare - Doppio     | Walter T. Hayes 7-5 6-2 6-1                         | Percy Siverd                       |               |                     |
| 11 agosto | U.S. Men's Clay Court Championships 1911 Omaha, USA Terra rossa Singolare - Doppio     | J. Homer Winston Hugh Whitehead 6-3 2-6 7-5 6-1     | Walter T. Hayes Anderson           |               |                     |
| 12 agosto | Scottish Championships 1911 Bridge of Allan, Gran Bretagna Singolare - Doppio          | William L. Clements 6-4 6-4                         | Alfred Dunlop                      |               |                     |
| 12 agosto | Scottish Championships 1911 Bridge of Allan, Gran Bretagna Singolare - Doppio          |                                                     |                                    |               |                     |
| 14 agosto | New York State Championships 1911 Bay Ridge, USA Singolare - Doppio                    | Maurice McLoughlin 6-1 6-8 6-2 8-6                  | Theodore Roosevelt Pell            |               |                     |
| 14 agosto | New York State Championships 1911 Bay Ridge, USA Singolare - Doppio                    | Raymond Little Gustave Touchard 13-11 10-12 6-2 6-3 | Thomas Bundy Maurice McLoughlin    |               |                     |
| 19 agosto | Southampton Invitation 1911 Southampton, USA Erba Singolare - Doppio                   | Thomas Bundy 6-3 6-0 3-6 5-7 6-1                    | Melville Hammond Long              |               |                     |
| 19 agosto | Southampton Invitation 1911 Southampton, USA Erba Singolare - Doppio                   | Edward Larned William Larned 3-6 6-4 6-3 6-8 6-4    | Reginald Fincke C. Fredrick Watson |               |                     |
| 19 agosto | Queensland Championships 1911 Brisbane, Australia Singolare - Doppio                   | Horace Rice                                         | non conosciuta (bandiera)          |               |                     |
| 19 agosto | Queensland Championships 1911 Brisbane, Australia Singolare - Doppio                   |                                                     |                                    |               |                     |

### Settembre
| Settimana    | Torneo                                                                                  | Vincitore                                          | Finalista                      | Semifinalisti | Eliminati ai quarti |
| ------------ | --------------------------------------------------------------------------------------- | -------------------------------------------------- | ------------------------------ | ------------- | ------------------- |
| settembre    | Dorset Championships 1911 Parkstone, Gran Bretagna Erba Singolare - Doppio              | Edward R. Allen                                    | non conosciuta (bandiera)      |               |                     |
| settembre    | Dorset Championships 1911 Parkstone, Gran Bretagna Erba Singolare - Doppio              |                                                    |                                |               |                     |
| settembre    | Torneo di Southampton 1911 Southampton, Gran Bretagna Erba Singolare - Doppio           | George Alan Thomas 3-6 6-3 7-5 6-2                 | Algernon Kingscote             |               |                     |
| settembre    | Torneo di Southampton 1911 Southampton, Gran Bretagna Erba Singolare - Doppio           |                                                    |                                |               |                     |
| settembre    | Torneo di Conishead Priory 1911 Conishead Priory, Gran Bretagna Erba Singolare - Doppio | Alfred Dunlop                                      | non conosciuta (bandiera)      |               |                     |
| settembre    | Torneo di Conishead Priory 1911 Conishead Priory, Gran Bretagna Erba Singolare - Doppio |                                                    |                                |               |                     |
| settembre    | Torneo di Carlisle 1911 Carlisle, Gran Bretagna Erba Singolare - Doppio                 | Charles Richard Delabere Pritchett                 | non conosciuta (bandiera)      |               |                     |
| settembre    | Torneo di Carlisle 1911 Carlisle, Gran Bretagna Erba Singolare - Doppio                 |                                                    |                                |               |                     |
| settembre    | Torneo di Dinard 1911 Dinard, Francia Terra rossa Singolare - Doppio                    | Robert Wallet                                      | non conosciuta (bandiera)      |               |                     |
| settembre    | Torneo di Dinard 1911 Dinard, Francia Terra rossa Singolare - Doppio                    |                                                    |                                |               |                     |
| settembre    | Kent Coast Championships 1911 Hythe, Gran Bretagna Erba Singolare - Doppio              | Algernon Kingscote                                 | Alfred Dunlop                  |               |                     |
| settembre    | Kent Coast Championships 1911 Hythe, Gran Bretagna Erba Singolare - Doppio              |                                                    |                                |               |                     |
| settembre    | Norfolk Championships 1911 Great Yarmouth, Gran Bretagna Erba Singolare - Doppio        | Edward R. Allen                                    | non conosciuta (bandiera)      |               |                     |
| settembre    | Norfolk Championships 1911 Great Yarmouth, Gran Bretagna Erba Singolare - Doppio        |                                                    |                                |               |                     |
| settembre    | Sussex Championships 1911 Brighton, Gran Bretagna Erba Singolare - Doppio               | Josiah Ritchie                                     | non conosciuta (bandiera)      |               |                     |
| settembre    | Sussex Championships 1911 Brighton, Gran Bretagna Erba Singolare - Doppio               |                                                    |                                |               |                     |
| settembre    | West Sussex Championships 1911 Chichester, Gran Bretagna Erba Singolare - Doppio        | George Alan Thomas 6-4 12-14 6-3                   | Theodore Michel Mavrogordato   |               |                     |
| settembre    | West Sussex Championships 1911 Chichester, Gran Bretagna Erba Singolare - Doppio        |                                                    |                                |               |                     |
| settembre    | Swiss International Championships 1911 Zurigo, Svizzera Terra rossa Singolare - Doppio  | Richard Norris Williams                            | non conosciuta (bandiera)      |               |                     |
| settembre    | Swiss International Championships 1911 Zurigo, Svizzera Terra rossa Singolare - Doppio  |                                                    |                                |               |                     |
| settembre    | Tri-State Championships 1911 Cincinnati, USA Terra rossa Singolare - Doppio             | Richard Palmer 14-12 6-4 8-6                       | Richard Bishop                 |               |                     |
| settembre    | Tri-State Championships 1911 Cincinnati, USA Terra rossa Singolare - Doppio             | Richard Bishop Henry C. Johnson 6-8, 6-2, 6-2, 6-1 | Richard Palmer Wallace Johnson |               |                     |
| 4 settembre  | U.S. National Championships 1911 Newport, USA Singolare - Doppio                        | William Larned 6-4, 6-4, 6-2                       | Maurice McLoughlin             |               |                     |
| 4 settembre  | U.S. National Championships 1911 Newport, USA Singolare - Doppio                        | Raymond Little Gustav Touchard 7-5, 13-15 6-2, 6-4 | Fred Alexander Harold Hackett  |               |                     |
| 9 settembre  | National Collegiate Championships 1911 Haverford, USA Singolare - Doppio                | Edward H. Whitney 6-1 6-2 6-2                      | A.H. Man                       |               |                     |
| 9 settembre  | National Collegiate Championships 1911 Haverford, USA Singolare - Doppio                | Butler Dean Mathey 7-5 6-1 6-3                     | Tifft Kuhn                     |               |                     |
| 11 settembre | Torneo di Les Avants 1911 Les Avants, Svizzera Terra rossa Singolare - Doppio           | Richard Norris Williams                            | non conosciuta (bandiera)      |               |                     |
| 11 settembre | Torneo di Les Avants 1911 Les Avants, Svizzera Terra rossa Singolare - Doppio           |                                                    |                                |               |                     |
| 19 settembre | Derbyshire Championships 1911 Buxton, Gran Bretagna Singolare - Doppio                  | James Cecil Parke 6-3 6-3                          | Reginald Speke Barnes          |               |                     |
| 19 settembre | Derbyshire Championships 1911 Buxton, Gran Bretagna Singolare - Doppio                  |                                                    |                                |               |                     |
| 23 settembre | South of England Championships 1911 Eastbourne, Gran Bretagna Singolare - Doppio        | Algernon Kingscote 6-8 4-6 8-6 6-0 6-3             | Stanley Norwood Doust          |               |                     |
| 23 settembre | South of England Championships 1911 Eastbourne, Gran Bretagna Singolare - Doppio        |                                                    |                                |               |                     |
| 30 settembre | Western Australian Championships 1911 Perth, Australia Singolare - Doppio               | Ernie Parker                                       | non conosciuta (bandiera)      |               |                     |
| 30 settembre | Western Australian Championships 1911 Perth, Australia Singolare - Doppio               |                                                    |                                |               |                     |

### Ottobre
| Settimana  | Torneo                                                                                            | Vincitore                                | Finalista                 | Semifinalisti | Eliminati ai quarti |
| ---------- | ------------------------------------------------------------------------------------------------- | ---------------------------------------- | ------------------------- | ------------- | ------------------- |
| ottobre    | Welsh Covered Court Championships 1911 Craigside, Gran Bretagna Parquet indoor Singolare - Doppio | Theodore Michel Mavrogordato 6-1 7-5 6-1 | George Caridia            |               |                     |
| ottobre    | Welsh Covered Court Championships 1911 Craigside, Gran Bretagna Parquet indoor Singolare - Doppio |                                          |                           |               |                     |
| ottobre    | Drive Club Championships 1911 Fulham, Gran Bretagna Terra rossa Singolare - Doppio                | Charles Dixon 3-6 6-3 6-4 6-3            | Gordon Lowe               |               |                     |
| ottobre    | Drive Club Championships 1911 Fulham, Gran Bretagna Terra rossa Singolare - Doppio                |                                          |                           |               |                     |
| ottobre    | Montreux Palace Autumn Meeting 1911 Montreux, Svizzera Terra rossa Singolare - Doppio             | Richard Norris Williams                  | non conosciuta (bandiera) |               |                     |
| ottobre    | Montreux Palace Autumn Meeting 1911 Montreux, Svizzera Terra rossa Singolare - Doppio             |                                          |                           |               |                     |
| 15 ottobre | Queen's Covered Court Championships 1911 Londra, Gran Bretagna Singolare - Doppio                 | Josiah Ritchie 6-3 5-7 6-1 7-5           | Gordon Lowe               |               |                     |
| 15 ottobre | Queen's Covered Court Championships 1911 Londra, Gran Bretagna Singolare - Doppio                 |                                          |                           |               |                     |

### Novembre
| Settimana   | Torneo                                                                              | Vincitore                                  | Finalista                   | Semifinalisti                    | Eliminati ai quarti                                |
| ----------- | ----------------------------------------------------------------------------------- | ------------------------------------------ | --------------------------- | -------------------------------- | -------------------------------------------------- |
| novembre    | European Covered Court Championships 1911 Dulwich, Gran Bretagna Singolare - Doppio | André Gobert 6-1 6-1 6-3                   | Charles Dixon               |                                  |                                                    |
| novembre    | European Covered Court Championships 1911 Dulwich, Gran Bretagna Singolare - Doppio |                                            |                             |                                  |                                                    |
| Novembre    | Torneo di Boulogne 1911 Boulogne, Francia Singolare - Doppio                        | Gordon Lowe 6-3 ritiro                     | Georges Gault               |                                  |                                                    |
| Novembre    | Torneo di Boulogne 1911 Boulogne, Francia Singolare - Doppio                        |                                            |                             |                                  |                                                    |
| 4 novembre  | Bay Counties Championships 1911 San Francisco, USA Cemento Singolare - Doppio       | Elia Fottrell 8-6 5-7 2-6 ritiro           | John Strachan               |                                  |                                                    |
| 4 novembre  | Bay Counties Championships 1911 San Francisco, USA Cemento Singolare - Doppio       |                                            |                             |                                  |                                                    |
| 20 novembre | Australasian Championships 1911 Melbourne, Australia Singolare - Doppio             | Norman Brookes 6-1, 6-2, 6-3               | Horace Rice                 | R. M. Rolland Arthur O'Hara Wood | Rodney Heath F. E. Down S. England Ashley Campbell |
| 20 novembre | Australasian Championships 1911 Melbourne, Australia Singolare - Doppio             | Rodney Heath Randolph Lycett 6-2, 7-5, 6-0 | John Addison Norman Brookes | R. M. Rolland Arthur O'Hara Wood | Rodney Heath F. E. Down S. England Ashley Campbell |
| 30 novembre | Metropolitan Championships 1911 Strathfield, Australia Singolare - Doppio           | AB Jones                                   | non conosciuta (bandiera)   |                                  |                                                    |
| 30 novembre | Metropolitan Championships 1911 Strathfield, Australia Singolare - Doppio           |                                            |                             |                                  |                                                    |

### Dicembre
| Settimana  | Torneo                                                                       | Vincitore                         | Finalista                 | Semifinalisti | Eliminati ai quarti |
| ---------- | ---------------------------------------------------------------------------- | --------------------------------- | ------------------------- | ------------- | ------------------- |
| Dicembre   | New Zealand Championships 1911 Wellington, Nuova Zelanda Singolare - Doppio  | Geoffrey Morton Ollivier          | non conosciuta (bandiera) |               |                     |
| Dicembre   | New Zealand Championships 1911 Wellington, Nuova Zelanda Singolare - Doppio  | Norman Brookes Alfred Dunlop      |                           |               |                     |
| 3 dicembre | California State Championships 1911 Berkeley, USA Cemento Singolare - Doppio | Melville Hammond Long 6-1 9-7 6-2 | Herb Long                 |               |                     |
| 3 dicembre | California State Championships 1911 Berkeley, USA Cemento Singolare - Doppio | Charles Foley Herb Long           | Hunt Bohfls               |               |                     |

## Senza data
| Settimana | Torneo                                                                             | Vincitore                 | Finalista                 | Semifinalisti | Eliminati ai quarti |
| --------- | ---------------------------------------------------------------------------------- | ------------------------- | ------------------------- | ------------- | ------------------- |
|           | Torneo di Le Touquet 1911 Le Touquet, Francia Singolare - Doppio                   | George Manset             | non conosciuta (bandiera) |               |                     |
|           | Torneo di Le Touquet 1911 Le Touquet, Francia Singolare - Doppio                   |                           |                           |               |                     |
|           | Torneo di Berwick-on-Tweed 1911 Berwick-on-Tweed, Gran Bretagna Singolare - Doppio | W.D. Bayne                | non conosciuta (bandiera) |               |                     |
|           | Torneo di Berwick-on-Tweed 1911 Berwick-on-Tweed, Gran Bretagna Singolare - Doppio |                           |                           |               |                     |
|           | All India Championships 1911 Allahabad, India Singolare - Doppio                   | H.W. Davies               | non conosciuta (bandiera) |               |                     |
|           | All India Championships 1911 Allahabad, India Singolare - Doppio                   |                           |                           |               |                     |
|           | French Closed Covered Court Championships 1911 Parigi, Francia Singolare - Doppio  | André Gobert              | non conosciuta (bandiera) |               |                     |
|           | French Closed Covered Court Championships 1911 Parigi, Francia Singolare - Doppio  |                           |                           |               |                     |
|           | Essex Championships 1911 Colchester, Gran Bretagna Singolare - Doppio              | A.L. Bentley              | non conosciuta (bandiera) |               |                     |
|           | Essex Championships 1911 Colchester, Gran Bretagna Singolare - Doppio              |                           |                           |               |                     |
|           | Natal Championships 1911 Durban, Sudafrica Singolare - Doppio                      | George H. Dodd            | non conosciuta (bandiera) |               |                     |
|           | Natal Championships 1911 Durban, Sudafrica Singolare - Doppio                      |                           |                           |               |                     |
|           | Nice Lawn Tennis Club Championships 1911 Nizza, Francia Singolare - Doppio         | Ludwig Comte Salm         | non conosciuta (bandiera) |               |                     |
|           | Nice Lawn Tennis Club Championships 1911 Nizza, Francia Singolare - Doppio         |                           |                           |               |                     |
|           | Transvaal Championships 1911 Johannesburg, Sudafrica Singolare - Doppio            | Harold Kitson             | non conosciuta (bandiera) |               |                     |
|           | Transvaal Championships 1911 Johannesburg, Sudafrica Singolare - Doppio            |                           |                           |               |                     |
|           | South African Championships 1911 Città del Capo, Sudafrica Singolare - Doppio      | Harold Kitson 6-4 6-3 6-2 | Father Kelly              |               |                     |
|           | South African Championships 1911 Città del Capo, Sudafrica Singolare - Doppio      |                           |                           |               |                     |
|           | German Pro Championships 1911 Wiesbaden, Germania Singolare - Doppio               | Karel Koželuh 6-2 6-3     | Roman Najuch              |               |                     |
|           | German Pro Championships 1911 Wiesbaden, Germania Singolare - Doppio               |                           |                           |               |                     |